# Julie Girling

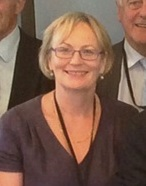
Julie Girling

Julie McCulloch Girling (Londen, 21 december 1956) is een Europees Parlementslid voor de Conservative Party.

## Levensloop
Julie McCulloch liep school in de Twickenham County Grammar School en vervolgens aan de University of Liverpool, waar ze in 1979 promoveerde tot bachelor in geschiedenis en politieke wetenschappen.
McCulloch begon haar beroepsloopbaan bij Ford Motors (1979-1982) en werd vervolgens aankoper bij Argos (1983-1988). Ze vervolgde met posities als marketingmanager bij Dixons Retail, bij Boots en bij Halfords (1888-1993). Daarna werd ze  freelance trainer (1995-2009).
McCulloch trouwde in 1981 met Warren Glyn Girling; het echtpaar heeft een zoon.

## Politiek
Girling werd conservatief raadslid in Cotswold District Council (1999-2009) en werd er Leader of the Council (2003-2006). Ze was ook lid van de Gloucestershire County Council (2000-2009) en werd er verantwoordelijk voor milieuzaken.
In 2009 werd Girling gekozen tot lid van het Europees Parlement voor het kiesdistrict South West England. In 2014 werd zij herkozen.
In oktober 2017 kwam Girling, evenals haar collega-parlementariër Richard Ashworth, in conflict met de chief whip van de conservatieve afvaardiging in het Europees Parlement toen zij beiden een ingediende motie steunden inzake het verloop van de onderhandelingen over de uittreding van het Verenigd Koninkrijk uit de Europese Unie, tegen de partij-opvatting in. Als gevolg hiervan verlieten Ashworth en Girling op 28 februari 2018 de fractie van de Europese Conservatieven en Hervormers (waarbij de Conservatieve Partij aangesloten is) en traden toe tot de fractie van de Europese Volkspartij.